# Marange-Zondrange
Marange-Zondrange là một xã trong vùng Grand Est, thuộc tỉnh Moselle, quận Boulay-Moselle, tổng Faulquemont. Tọa độ địa lý của xã là 49° 06' vĩ độ bắc, 06° 32' kinh độ đông. Marange-Zondrange nằm trên độ cao trung bình là 251 mét trên mực nước biển, có điểm thấp nhất là 239 mét và điểm cao nhất là 374 mét. Xã có diện tích 8,28 km², dân số vào thời điểm 1999 là 279 người; mật độ dân số là 33 người/km². Xã nằm khoảng 27 km về phía đông của Metz, thuộc Pháp từ năm 1766.

## Thông tin nhân khẩu
| 1962 | 1968 | 1975 | 1982 | 1990 | 1999 |
| ---- | ---- | ---- | ---- | ---- | ---- |
| 218  | 221  | 191  | 230  | 279  | 279  |